# Castelnau-d’Arbieu
Castelnau-d’Arbieu település Franciaországban, Gers megyében. Lakosainak száma 226 fő (2022. január 1.). Castelnau-d’Arbieu Fleurance, Lectoure, Magnas, Pauilhac, Saint-Clar és Urdens községekkel határos.

## Népesség
A település népességének változása:
| Lakosok száma | 270  | 204  | 188  | 187  | 226  | 234  | 234  | 231  | 231  | 226  |
|               | 1968 | 1982 | 1990 | 2006 | 2013 | 2015 | 2017 | 2019 | 2020 | 2022 |